# Danmarks runeindskrifter 353
Runinskrift DR 353 är en runristad gravhäll från orten Holm i Holms socken i Halland. Den förvaras nu i Statens historiska museum i Stockholm.

## Gravhällen
Gravhällen är av granit och antas ha varit en stengavel till en medeltida gravkista i romansk stil. Den bör således komma från en kyrka eller kyrkogård och den närmaste tänkbara är i så fall Holms kyrka. I kistan vilade Einarr, ett namn som även figurerar på en nu försvunnen runsten, DR 355A, med texten "Einar högg". Det behöver dock inte vara frågan om just samma person, men det kanske kan vara det. Gravhällens översatta text följer nedan:

## Inskriften

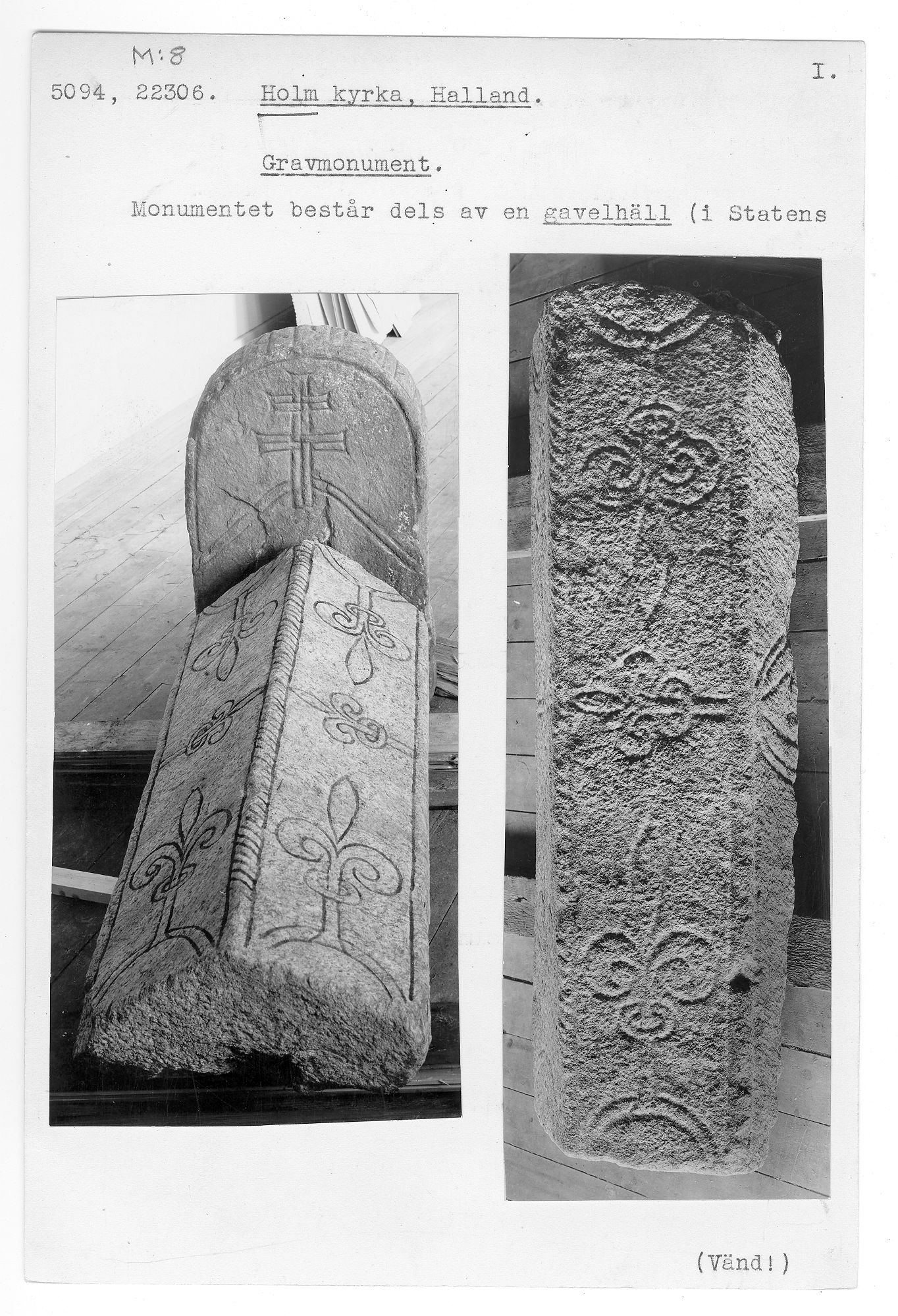

Translitterering av runraden:
: hiar : (l)(i)(g)ær : ennar : arnbiornar : sun : guþ
Normalisering till äldre fornsvenska:
Hiar liggær Enar Arnbiornar sun. Guþ.
Översättning till nusvenska:
Här ligger Einarr, Arnbjörns son. Gud.

## Källa
- Samnordisk runtextdatabas
- ”Runer, indskrift og billeder af: Holm-sten”. runer.ku.dk. http://runer.ku.dk/VisGenstand.aspx?Titel=Holm-sten. Läst 17 juni 2020.

1. ↑  Fornminnesregistret: 1:1
2. 1 2  Samnordisk runtextdatabas, DR 353 M, 2014